# Aerides emericii
Aerides emericii  Rchb.f., 1882 è una pianta della famiglia delle Orchidacee.

## Descrizione
A. emericii è un'orchidea di taglia media, a comportamento epifita. Lo stelo, a crescita monopodiale è eretto, interamente ricoperto da molte foglie amplessicauli, coriacee, di forma allungata e bilobate all'apice. La fioritura avviene in primavera e in estate, mediante infiorescenze ascellari a racemo, da inarcate a pendule, lunghe fino a 30 centimetri, recanti molti fiori. Questi grandi mediamente due o tre centimetri, con petali e sepali bianchi con sfumature rosa, come il labello sacciforme.

## Distribuzione e habitat
A. emericii è una pianta originaria delle Isole Nicobare, dove cresce epifita sugli alberi della foresta tropicale, in clima caldo, ad altitudini modeste.

## Coltivazione
Questa specie è meglio coltivata in cestini di legno, con poco materiale organico. Richiede esposizione a mezz'ombra, temperature elevate durante tutto il corso dell'anno e frequenti irrigazioni nel periodo della fioritura.